# 竹田晃
竹田 晃（たけだ あきら、1930年11月26日 - 2021年8月6日）は、日本の中国文学者。東京大学教養学部教授を経て、東京大学名誉教授・明海大学名誉教授。六朝の志怪小説、唐代伝奇小説が専門。元東京大学運動会硬式野球部監督。

## 略歴
1930年、東京生まれ。1943年に東京高等師範学校附属国民学校（現・筑波大学附属小学校）卒、東京高師附属中学（現・筑波大学附属中学校・高等学校）に入学。在学中は野球部に所属しており、4年生時には二塁手として夏の甲子園に出場。出場選手が甲子園の土を持ち帰る風習の起こりに関わったうちの一人となった。（日本の高校野球#甲子園の土 参照）
旧制中学5年生の時（1948年）に旧制第一高等学校を受験するも不合格となり、学制改革に伴い新制東京高師附属高校3年生となる。1949年春に東京大学に入学。大学では野球部に入部し、学部生時代は野球部主将として東京六大学リーグで活躍した。大学院進学後は助監督、監督をつとめた。大学院博士課程進級にあたって指導教授の倉石武四郎より野球部監督を辞めて研究に専念するよう命じられ、監督を退任した。
1953年、東京大学文学部中国文学科を卒業。1959年に同大学院中国語中国文学専門博士課程を単位取得満期退学。
卒業後は高等学校で非常勤講師を務めた。1961年、東京大学文学部助手に採用された。1965年、同大学教養学部講師、後に助教授、教授昇進。評議員、教養学部長もつとめた。1991年に東京大学を定年退官し、名誉教授となった。その後は東京女子大学教授、続いて明海大学教授として教鞭をとった。明海大学退任後、明海大学名誉教授となった。

## 家族・親族
- 父：竹田復は同じく中国文学者。東京教育大学名誉教授。
- 弟：竹田宏は大東文化大学元教授。

## 著書
- 『曹操 その行動と文学』評論社 1973、講談社学術文庫 1996
- 『少年野球教室』実業之日本社　1978
- 『中国の幽霊 怪異を語る伝統』東京大学出版会 1980
- 『四字熟語・成句辞典』講談社 1990、講談社学術文庫 2013
- 『三国志の英傑』講談社現代新書 1990
- 『中国の説話と古小説』放送大学教育振興会 1992
- 『中国における小説の成立』放送大学教育振興会 1997
- 『中国小説史入門』岩波書店〈岩波テキストブックス〉 2002
- 『三国志 歴史をつくった男たち』明治書院〈漢字漢文ブックス〉 2005

### 編著
- 『岩波漢語辞典』山口明穂共編 岩波書店 1987、新版2014ほか
- 『漢字源』藤堂明保・松本昭・加納喜光共編 学研 1988、新版2018ほか
- 『五十音引き 講談社漢和辞典』坂梨隆三共編 講談社 1997

### 翻訳
- 干宝『捜神記』平凡社東洋文庫 1964／平凡社ライブラリー 2000
- 劉義慶『世説新語』（上・下） 中国の古典 学習研究社 1983
- 『倭国伝』中国の古典 学習研究社 1985。藤堂明保・影山輝國と共訳注
  - 『倭国伝 全訳注 中国正史に描かれた日本』 講談社学術文庫 2010
- 『中国幻想小説傑作集』白水Uブックス 1990
- 『新釈漢文大系83・93 文選〈文章篇〉』中・下 明治書院 1998-2001。上巻は原田種成
  - 『新書漢文大系35 文選〈文章篇〉』明治書院 2007。抜粋版（小嶋明紀子編）
- 『中国古典小説選』明治書院 全12巻 2005-2009。黒田真美子と編者代表
  - 第3巻 世説新語（ほか数巻を共訳注）2006

## 記念論集
- 『東アジア文化論叢 竹田晃先生退官記念学術論文集編集委員会』汲古書院, 1991